# Первомайский сельсовет (Стерлитамакский район)
Первомайский сельсовет — муниципальное образование в Стерлитамакском районе Башкортостана.
Административный центр — село Первомайское.

## История
Согласно Закону о границах, статусе и административных центрах муниципальных образований в Республике Башкортостан имеет статус сельского поселения.
В 2008 году в состав сельсовета вошёл Дергачевский сельсовет.
Закон Республики Башкортостан от 19.11.2008 № 49-з «Об изменениях в административно-территориальном устройстве Республики Башкортостан в связи с объединением отдельных сельсоветов и передачей населённых пунктов» гласит:

 "Внести следующие изменения в административно-территориальное устройство Республики Башкортостан:
40) по Стерлитамакскому району:

г) объединить Первомайский и Дергачевский сельсоветы с сохранением наименования «Первомайский» с административным центром в селе Первомайское.

Включить деревни Владимировка, Дергачевка, Соколовка, Фёдоро-Петровка Дергачевского сельсовета в состав Первомайского сельсовета.

Утвердить границы Первомайского сельсовета согласно представленной схематической карте.

Исключить из учётных данных Дергачевский сельсовет;

## Население
| 2002  | 2009  | 2010  | 2012  | 2013  | 2014  | 2015  |
| ----- | ----- | ----- | ----- | ----- | ----- | ----- |
| 2901  | ↗3051 | ↘2725 | ↘2710 | ↘2678 | ↘2608 | ↘2546 |
| 2016  | 2017  | 2018  |       |       |       |       |
| ↘2513 | ↘2443 | ↘2416 |       |       |       |       |

## Состав сельского поселения
| №  | Населённый пункт          | Тип населённого пункта       | Население |
| -- | ------------------------- | ---------------------------- | --------- |
| 1  | Первомайское              | село, административный центр | ↘918      |
| 2  | Дергачевка                | деревня                      | ↘298      |
| 3  | Бегеняш                   | деревня                      | ↘290      |
| 4  | Абдрахманово              | деревня                      | ↘260      |
| 5  | Кузьминовка               | деревня                      | ↘251      |
| 6  | Красноармейская           | деревня                      | ↘241      |
| 7  | Матвеевка                 | деревня                      | ↘206      |
| 8  | Соколовка                 | деревня                      | ↘160      |
| 9  | Владимировка              | деревня                      | ↘40       |
| 10 | Новоабдрахманово          | деревня                      | ↗38       |
| 11 | Константино-Александровка | деревня                      | ↗21       |
| 12 | Федоро-Петровка           | деревня                      | ↘2        |

## Археология
Курганный могильник Чумарово-I был обнаружен в селе Новоабдрахманово в 1960-х годах. Состоит из 15 погребальных комплексов. Могильник имеет два уровня захоронения — XVII и III веков до нашей эры диаметром 16 и 20 метров: эпохи бронзы (срубной археологической культуры) и раннего железного века (сарматской культуры).